# 姬楊桃螺
姬楊桃螺（学名：Harpa gracilis）为楊桃螺科楊桃螺屬下的一个种。
其种加词来源于拉丁文“gracilis”，意为“纤细的”。